# Jon McBride
Jon McBride (ur. 14 sierpnia 1943 w Charleston, zm. 7 sierpnia 2024) – amerykański astronauta.

## Życiorys
W 1960 ukończył Woodrow High School w Beckley, 1960-1964 studiował w West Virginia University, w 1971 ukończył inżynierię astronautyczną na U.S. Naval Postgraduate School, później pracował na Pepperdine University. Od 1965 służył w lotnictwie morskim, uczył się pilotażu w Pensacoli, później służył w eskadrze myśliwców Azji Południowo-Wschodniej, biorąc udział w 64 misjach bojowych podczas wojny w Wietnamie. Posiada nalot ponad 8800 godzin, w tym 47 000 godziny lotów samolotem. W styczniu 1978 został wyselekcjonowany jako kandydat na astronautę, w sierpniu 1979 został zakwalifikowany jako astronauta. Od 5 do 13 października 1984 odbywał lot kosmiczny jako pilot STS-41-G, startując z Centrum Kosmicznego im. J.F. Kennedy'ego na Florydzie i tam lądując; misja trwała 8 dni, 5 godzin i 23 minuty. Później został wyznaczony do następnego lotu mającego nastąpić w marcu 1986, jednak lot został wstrzymany z powodu katastrofy Challengera w styczniu 1986. Przeszedł na emeryturę 12 maja 1989.

## Odznaczenia
- Legia Zasługi
- Medal Departamentu Obrony za Wzorową Służbę
- Medal Pochwalny
- Navy Unit Commendation
- National Defense Service Medal
- Vietnam Service Medal
- Medal za Lot Kosmiczny (NASA)
- Universal Astronaut Insignia za lot orbitalny (nr 149) – Stowarzyszenie Uczestników Lotów Kosmicznych (Association of Space Explorers(inne języki))[2]